# Zoran Smiljanić
Zoran Smiljanić (né le 15 janvier 1961 à Postojna) est un auteur de bande dessinée slovène, connu dans on pays pour ses récits engagés qui mettent en scène l'histoire et l'actualité conflictuelles de l'ex-Yougoslavie. Il n'est pas traduit en français.